# Kommissar Dobranski
Kommissar Dobranski ist der Titel einer abgeschlossenen zwölfteiligen Kriminal-Hörspielserie für Erwachsene von und mit Konrad Halver, die in Hamburg spielt.

## Rahmenhandlung und Figuren
Die Hauptfigur der Serie ist Kommissar Horst Günther Dobranski, der in Hamburg von der Davidwache auf St. Pauli aus ermittelt und in einer Wohnung in Hamburg-Altona lebt. Er hat eine raue Schale und schnell seine Pistole zur Hand, zugleich aber einen weichen Kern, insbesondere wenn es um menschliche Schicksale geht. Dobranski ist ein bodenständiger, norddeutscher Typ: In der Folge Tod eines Freiers kocht er mehrfach sein Lieblingsgericht, gebratene Grützwurst mit Apfelmus. In der Mittagspause holt er sich gern ein Fischbrötchen und sieht sich Wiederholungen der Serie Richterin Barbara Salesch an. Ihm zur Seite steht  sein Partner und Kollege Tom Hansen als Hamburger Original; die beiden verbindet eine Hassliebe, die sowohl von Sticheleien als auch von Verlässlichkeit gekennzeichnet ist. Ergänzt wird das Team durch einen Kriminaltechniker, der nur unter seinem Spitznamen „Rakete“ bekannt ist, weil er schnelle Ergebnisse liefert, und der mit Berliner Dialekt spricht. Dobranski ist von seiner Frau Marianne, die allein in der vormals gemeinsamen Wohnung in Hamburg-Eilbek lebt, geschieden, hat aber regelmäßig Kontakt zu ihr und möchte sie eigentlich für sich zurückgewinnen. Er ist Vater eines Sohnes mit dem Namen „Theo“; in manchen Zusammenfassungen zur Dobranski-Serie werden „zwei Kinder“ oder „eine Tochter und ein Sohn“ erwähnt, doch diese beiden Darstellungen werden nicht durch die Aussagen in den Folgen gedeckt. In der Folge Der vierte Mann erwähnt Dobranski, dass sein Sohn schwul ist und gerade mit seinem Freund Georg zusammengezogen sei. In Tod eines Freiers hat sich das Paar getrennt und Theo zieht bei seinem Vater ein. Das gute Verhältnis zwischen Vater und Sohn belegt ein Ausspruch Dobranskis in der Folge Der falsche Franzose: „Mein Sohn Theo ist schwul und das ist gut so!“ Dobranskis Mutter wird von allen, auch von ihrem Sohn, nur als „Oma Else“ angesprochen. Sie wohnt in einem Altersheim. Thematisch behandeln die Fälle der Dobranski-Serie Drogendelikte, Mord, organisierte Kriminalität und Raub in der Großstadt, vor allem auf dem Kiez, aber auch in anderen Stadtteilen sowie in Niedersachsen und Schleswig-Holstein.

## Realismusbezug und Widersprüchlichkeiten
Obwohl die in allen 12 Hörspielen auftauchenden Marken (Aurora-Mehl, Bild-Zeitung, Budapester-Schuhe, Diesel-Jeans, Salzbrenner-Würstchen aus Hamburg), Orte (Gänsemarkt, Moldauhafen, Planten un Blomen) und Geschäfte (Hansebäcker Junge, Filiale der Deutschen Bank in Hamburg-Hamm, Kiezkneipe und Boxkeller „Zur Ritze“) mit ihren tatsächlichen Namen benannt werden, gibt es auch falsche Darstellungen und Widersprüchlichkeiten in der Hörspielserie. So ist das bei der Davidwache angesiedelte reale Kommissariat 15 der Kriminalpolizei für ein Reviergebiet mit nur 0,92 km² zuständig. Mit zirka 14.000 Einwohnern ist es das kleinste Europas und umfasst nur das Rotlichtgebiet des Hamburger Stadtteils St. Pauli. Dobranski ermittelt aber ohne Zuständigkeitsgrenzen im gesamten Stadtgebiet Hamburgs und sogar im Herold-Center in Norderstedt, das hinter der Landesgrenze in Schleswig-Holstein liegt. In der Folge Familienbande ruft „Rakete“ von einem Tatort in Winsen an der Luhe in Niedersachsen an, wo in der Realität aufgrund der Länderhoheit kein Beamter aus Hamburg tätig sein dürfte. Außerdem gibt es das politische Amt eines Stadtrats in Hamburg nicht, da der Stadtstaat eine Einheitsgemeinde ist und die Funktionen einer Verwaltungszwischenebene durch die Bezirksämter und die Landesbehörden auf Senatsebene mit wahrgenommen werden. In der Folge Elena wartet Dobranski auf die Hamburger Stadtreinigung, die in einer Wohnung die Folgen einer Schießerei beseitigen soll, obwohl diese Tätigkeiten in der Realität von gewerblichen Tatortreinigern und nicht der Müllabfuhr ausgeführt werden. Während Horst Dobranski und Tom Hansen deutliches Missingsch sprechen und der Kollege „Rakete“ offenbar aus Berlin stammt, hat Dobranskis Mutter „Oma Else“ einen rheinländischen Dialekt, zu dem es in der Serie keine Begründung gibt.

## Entstehung, Produktionen und Einstellung der Serie
Die Kommissar-Dobranski-Serie ist eine Produktion von Konrad Halver, der seit den 1960er-Jahren für Hörspielproduktionen verantwortlich ist wie beispielsweise eine Winnetou-Serie beim Label Europa, ab 1972 dann bei PEG, einem damaligen Hörspiel-Label der BASF. Angelegt sind die Dobranski-Folgen mehrheitlich als Berichte aus der Sicht Dobranskis, der in Monologform die Handlung erzählt, untermalt mit passenden Soundeffekten. Kurze Dialogszenen im Stil klassischer Hörspiele mit mehreren Sprechern wechseln sich damit ab. Fast alle Folgen beginnen damit, dass Dobranski sich in seinem angestammten Tabakwarenladen morgens eine Zeitung und zwei Pappbecher Kaffee zum Mitnehmen holt und enden damit, dass der Besitzer Heinz ihn fragt, ob Hamburg wieder sicher sei, worauf Dobranski „Vorerst, Heinz, vorerst!“ erwidert. 
Zunächst startete die Serie als Low-Budget-Produktion von „Audiobooks-on-demand Hamburg“ (ABOD Hamburg) mit dem Vertrieb über Tabakwarenläden und Zeitungskioske in Norddeutschland. Ab Folge 9 übernahm die Audiosparte des Bastei-Lübbe-Verlags die Produktion und brachte zeitgleich zwei Editionen mit Sammelboxen der bisherigen Folgen (1 bis 4 und 5 bis 8) heraus. Von 2012 bis 2017 wurden die Folgen 1 bis 8 vom Medienverlag Kohfeldt veröffentlicht.
Die Folge Die Balkan-Connection wurde 2007 und 2010 als Live-Hörspiel im Hamburger Imperial Theater sowie im Kino 3001 aufgeführt. Im selben Jahr gab es auch Der vierte Mann als Live-Aufführung im Imperial Theater. Die Folge Der falsche Franzose wurde ebenfalls im Imperial Theater 2009 aufgeführt, diesmal mit einer Einführung von Lotto King Karl. Bei allen Live-Produktionen übernahm, trotz Einschränkungen aufgrund seiner fortschreitenden Krebserkrankung, Halver die Rolle des Kommissars Dobranski; die Vorstellungen waren ausverkauft, Medienberichten zufolge wurden teilweise Extrastühle in den Zuschauerraum gestellt.
Nach dem Tod Halvers im Herbst 2012 wurde die Serie eingestellt und die Domain www.dobranski.de abgeschaltet.

## Folgen
| Folge | Titel                       | Jahr | Autor                                           | ISBN                   | Inhalt |
| ----- | --------------------------- | ---- | ----------------------------------------------- | ---------------------- | --- |
| 1.    | Russisch Brot               | 2006 | Richard Fasten                                  | ISBN 978-3-86352-040-3 | Ein Tänzer aus Smolensk wird ermordet aufgefunden. Ein einarmiger Hütchenspieler und eine anonyme Anruferin bringen Dobranski auf die Spur eines russisch-deutschen Dealerrings.        |
| 2.    | Die Balkan-Connection       | 2006 | Sebastian Steffens                              | ISBN 978-3-86352-041-0 | Ein Junkie verletzt im Drogenrausch mehrere Polizisten und stürzt danach in den Tod: Die Pathologie findet eine neue Speed-Variante in der Leiche.                                      |
| 3.    | Der vierte Mann             | 2006 | Sebastian Steffens                              | ISBN 978-3-86352-042-7 | Zwei Verbrechen beschäftigen Dobranski: Der Mord an einem Boulevardjournalisten und ein Bankraub, bei dem seine Mutter als Geisel genommen wurde.                                       |
| 4.    | China-Express               | 2006 | Sebastian Badenberg                             | ISBN 978-3-86352-043-4 | Dr. Li Jung, ein chinesischer Arzt, treibt leblos in einem Hafenbecken. Die Russische Mafia und der chinesische Geheimdienst betreiben offenbar konkurrierenden Organhandel in Hamburg. |
| 5.    | Elena                       | 2006 | Susanne Bartsch                                 | ISBN 978-3-86352-044-1 | Eine Serienmörderin bringt reihenweise Freier auf St. Pauli um. Die Zwangsprostituierte Elena gibt der Polizei einen Tipp zu einer Schlepperbande.                                      |
| 6.    | Kiffer, Eis und tote Dealer | 2006 | Alfred Urks (Pseudonym von Ulf Karsten Schmidt) | ISBN 978-3-86352-045-8 | Ein mit Drogen dealender Eisverkäufer wird vergiftet. Seine Ex-Freundin und sein Bruder, ein Punk, geraten ins Visier der Polizei.                                                      |
| 7.    | Außer Kontrolle!            | 2006 | Susanne Bartsch                                 | ISBN 978-3-86352-046-5 | Ein Kioskbesitzer wird vergiftet, seine asiatische Frau und die Tochter sind verschwunden. Die zerstückelte Leiche eines Studenten führt zu einer Studentenverbindung.                  |
| 8.    | Tod eines Freiers           | 2007 | Kalle Geisendorf                                | ISBN 978-3-86352-047-2 | Ein Schulleiter wird nackt tot aufgefunden. Zwei Schüler geben Dobranski einen Tipp zu den speziellen sexuellen Vorlieben ihres Direktors.                                              |
| 9.    | Amerikanische Verhältnisse  | 2007 | Andreas Neuenkirchen                            | ISBN 978-3-7857-3776-7 | Ein Musiker wird im Tonstudio erschossen, ein anderer bei einem Videodreh im Puff. Dobranski sucht den Mörder darum in der Musikszene.                                                  |
| 10.   | Ein Heim für HaJo           | 2007 | Susanne Bartsch                                 | ISBN 978-3-7857-3775-0 | Die zerteilte Leiche eines ehemaligen Häftlings wird in einem See gefunden. Doch allen in Frage kommenden Verdächtigen fehlt das Motiv für die Tat.                                     |
| 11.   | Der falsche Franzose        | 2007 | Raimon Weber                                    | ISBN 978-3-7857-3879-5 | Am Millerntor wird eine blutüberströmte, männliche Leiche auf dem Rücken liegend aufgefunden, die vor dem Tod entmannt wurde.                                                           |
| 12.   | Familienbande               | 2007 | Susanne Bartsch                                 | ISBN 978-3-7857-3880-1 | Dobranskis Frau wird von einer Kiezgröße entführt, dessen Tochter verschwunden ist. Nur wenn Dobranski das Mädchen findet, wird er Marianne wiedersehen.                                |

## Trivia
- Die überraschende Abschiebung des Schauspielers und Sprechers Anton Knjasew (Rolle des Drogendealers in Die Balkan-Connection) nach Russland sorgte 2006 für Medienberichterstattung.[8][9]
- Mehrere Geocaches in Hamburg greifen Elemente der Kommissar-Dobranski-Serie inhaltlich auf.[10][11][12][13]